# Cyperus cundudoensis
Cyperus cundudoensis är en halvgräsart som beskrevs av Emilio Chiovenda. Cyperus cundudoensis ingår i släktet papyrusar, och familjen halvgräs. Inga underarter finns listade i Catalogue of Life.